# Cerro Comandante Dublé Almeyda/Piedrabuena
El cerro Comandante Dublé Almeyda, cerro Comandante Piedrabuena o cerro Sonntag es una montaña en el límite entre Argentina y Chile en el campo de hielo patagónico sur con una altitud de 2468 metros sobre el nivel del mar. 
Forma parte del cordón Piedrabuena, del parque nacional Bernardo O'Higgins en su lado chileno y del parque nacional Los Glaciares en su lado argentino, administrativamente se encuentra en la región de Magallanes y de la Antártica Chilena en su lado chileno y en la provincia de Santa Cruz en el argentino.

## Etimología
Los nombres corresponden a los comandantes Diego Dublé Almeyda (por el lado chileno) y a Luis Piedrabuena (por el lado argentino).